# Notorious (musikalbum)
Notorious är Duran Durans fjärde studioalbum, utgivet den 18 november 1986.
Efter en paus under 1985 då två medlemmar hoppat av gruppen förnyade sig här den kvarvarande trion Simon Le Bon, Nick Rhodes och John Taylor med ett mer funk-influerat sound. Albumet producerades tillsammans med Nile Rodgers från gruppen Chic och med titelspåret Notorious fick gruppen en stor singelhit.

## Låtförteckning
1. "Notorious" – 4:18
2. "American Science" – 4:43
3. "Skin Trade" – 5:57
4. "A Matter Of Feeling" – 5:56
5. "Hold Me" – 4:31
6. "Vertigo (Do The Demolition)" – 4:44
7. "So Misled" – 4:04
8. "Meet El Presidente" – 4:19
9. "Winter Marches On" – 3:25
10. "Proposition" – 4:57